# Schloss Svätý Anton
Das Schloss Svätý Anton (slowakisch Kaštieľ Svätý Anton, alternativ Kaštieľ Antol, auch als Koháryovský kaštieľ, zu deutsch Koháry-Schloss bekannt) ist ein barock-klassizistisches Schloss im mittelslowakischen Ort Svätý Anton (1948–1996 „Antol“; deutsch Sankt Anton in der Au). Es befindet sich im nördlichen Teil des Orts.

## Beschreibung und Geschichte

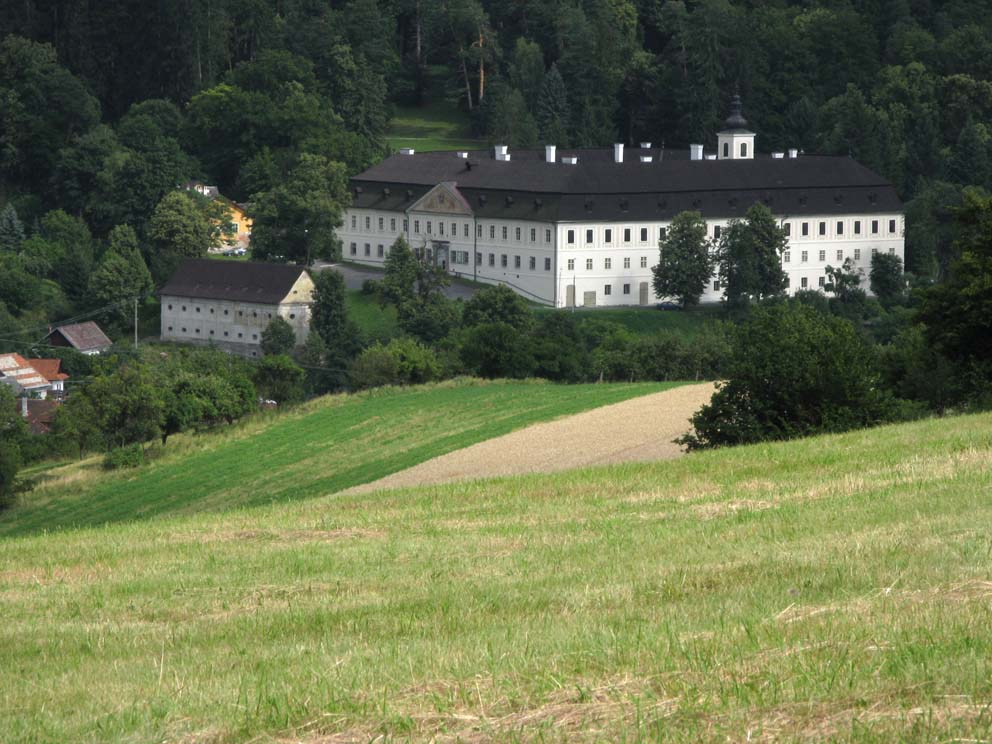
Außenansicht des Schlosses

Der Vorgänger des heutigen Schlosses war eine kleine Burg (castellum), die zum ersten Mal 1415 erwähnt wurde, als sie Besitz der Familie Kaza war. Erneut wird diese Burg erst in der Zeit der Türkenkriege: 1588 wurde sie unter der Leitung des italienischen Baumeisters Giulio Ferrari zu einer Festung umgebaut, die vor allem die Bergbaustadt Banská Štiavnica (deutsch Schemnitz) vom Süden heraus schützen sollte.
1744 ließ Andreas J. Koháry aus dem Hause Koháry ein im L-förmigen Grundriss zweiflügliges Schloss errichten. Kurz darauf entstanden in einem Umbau zwei weitere Flügel, mit denen das Schloss einen rechteckigen Grundriss mit einem großen quadratischen Innenhof erhielt. Die Arbeiten waren unter dem Grafen Andreas Koháry im Jahr 1750 abgeschlossen. Für den Bau wurden teilweisen Reste der vorherigen Festung verwendet. Einer Legende nach sollte der Schlossbau einen Kalender symbolisieren. Es hatte 4 Tore (Jahreszeiten), 7 Erker (Wochentage), 12 Schornsteine (Monate), 52 Zimmer (Wochen) und 365 Fenster (Tage), diese Zeichen sind heute allerdings nach mehreren Umbauten nicht mehr erkennbar. Das Schloss wurde 1810–1815 und 1860 umgebaut.
Nach dem Tod von Ferenc József Koháry im Jahr 1826 erbte das Haus Sachsen-Coburg-Koháry über Maria Antonie Gabriele von Koháry das Schloss. Ein Mitglied dieses Geschlechts, Ferdinand von Sachsen-Coburg-Gotha, Im Jahr 1887 Gründer der bulgarischen Herrscherdynastie und ab 1908 Zar von Bulgarien, weilte oft hier nach seiner Abdankung im Jahr 1918 und war oft auf Jagden zu sehen. Er musste die Slowakei im Spätjahr 1944 und damit auch das Schloss kriegsbedingt verlassen.
Nach der Enteignung durch den tschechoslowakischen Staat wurde im Schloss ab 1962 ein Jagdmuseum und eine Falkenausstellung eingerichtet, zeitweise befand sich hier auch eine Forst- und Holzausstellung. Heute ist im Schloss ein Museum mit Ausstellung zu Kunst, Geschichte und Jagdwesen untergebracht. Seit 1985 ist das Schloss ein Nationales Kulturdenkmal.
Während das Äußere eher schlicht wirkt, ist das Innere mit Originalstücken in den Stilen des Barock, Rokoko und des Empire und reichlich verzierten Räumen (Treppenhaus, Empfangssaal, Chinesischer Saal, Goldener Salon usw.) ausgestattet. Die Kapelle Mariä Himmelfahrt im südlichen Flügel hat spätbarocke Fresken des österreichischen Malers Anton Schmidt und ist äußerlich mit einem Turm und einem Tympanon markiert. In der Kapelle befindet sich ein tragbares Positiv mit fünf Registern, wahrscheinlich aus der zweiten Hälfte des 17. Jahrhunderts, das aus der Burg Čabraď hierher gebracht sein soll. In der unmittelbaren Umgebung des Schlosses befindet sich ein englischer Park, der nahtlos in die örtlichen Wälder übergeht.